# Épreuves combinées aux championnats d'Europe d'athlétisme en salle
Pour un article plus général, voir Championnats d'Europe d'athlétisme en salle.
Les épreuves combinées d'athlétisme figurent au programme des championnats d'Europe d'athlétisme en salle depuis 1992 et sont constituées de l'heptathlon chez les hommes et du pentathlon chez les femmes.
Avec trois médailles d'or, le Tchèque Roman Šebrle et le Français Kevin Mayer sont les athlètes les plus titrés dans l'épreuve de l'heptathlon. La Belge Nafissatou Thiam détient le record de victoires féminines au pentathlon avec trois titres. 
Les records des championnats d'Europe en salle appartiennent chez les hommes à Sander Skotheim (6 558 pts à l'heptathlon en 2025), et chez les femmes à Nafissatou Thiam (5 055 pts au pentathlon en 2023).

## Palmarès

### Hommes
| Édition | Or                       | Argent                    | Bronze                    |
| ------- | ------------------------ | ------------------------- | ------------------------- |
| 1992    | Christian Plaziat (FRA)  | Robert Změlík (TCH)       | Antonio Peñalver (ESP)    |
| 1994    | Christian Plaziat (FRA)  | Henrik Dagård (SWE)       | Alain Blondel (FRA)       |
| 1996    | Erki Nool (EST)          | Tomáš Dvořák (CZE)        | Jón Arnar Magnússon (ISL) |
| 1998    | Sebastian Chmara (POL)   | Dezsõ Szabó (HUN)         | Lev Lobodin (RUS)         |
| 2000    | Tomáš Dvořák (CZE)       | Roman Šebrle (CZE)        | Erki Nool (EST)           |
| 2002    | Roman Šebrle (CZE)       | Tomáš Dvořák (CZE)        | Erki Nool (EST)           |
| 2005    | Roman Šebrle (CZE)       | Aleksandr Pogorelov (RUS) | Roland Schwarzl (AUT)     |
| 2007    | Roman Šebrle (CZE)       | Aleksandr Pogorelov (RUS) | Andrei Krauchanka (BLR)   |
| 2009    | Mikk Pahapill (EST)      | Oleksiy Kasyanov (UKR)    | Roman Šebrle (CZE)        |
| 2011    | Andrei Krauchanka (BLR)  | Nadir El Fassi (FRA)      | Roman Šebrle (CZE)        |
| 2013    | Eelco Sintnicolaas (NED) | Kevin Mayer (FRA)         | Mihail Dudaš (SRB)        |
| 2015    | Ilya Shkurenyov (RUS)    | Arthur Abele (GER)        | Eelco Sintnicolaas (NED)  |
| 2017    | Kevin Mayer (FRA)        | Jorge Ureña (ESP)         | Adam Helcelet (CZE)       |
| 2019    | Jorge Ureña (ESP)        | Tim Duckworth (GBR)       | Ilya Shkurenyov (RUS)     |
| 2021    | Kevin Mayer (FRA)        | Jorge Ureña (ESP)         | Paweł Wiesiołek (POL)     |
| 2023    | Kevin Mayer (FRA)        | Sander Skotheim (NOR)     | Risto Lillemets (EST)     |
| 2025    | Sander Skotheim (NOR)    | Simon Ehammer (SUI)       | Till Steinforth (GER)     |

### Femmes
| Édition | Or                               | Argent                         | Bronze                         |
| ------- | -------------------------------- | ------------------------------ | ------------------------------ |
| 1992    | Liliana Năstase (ROU)            | Petra Văideanu (ROU)           | Urszula Włodarczyk (POL)       |
| 1994    | Larisa Turchinskaya (RUS)        | Rita Ináncsi (HUN)             | Urszula Włodarczyk (POL)       |
| 1996    | Yelena Lebedenko (RUS)           | Urszula Włodarczyk (POL)       | Irina Vostrikova (RUS)         |
| 1998    | Urszula Włodarczyk (POL)         | Irina Belova (RUS)             | Karin Specht (GER)             |
| 2000    | Karin Ertl (GER)                 | Irina Vostrikova (RUS)         | Urszula Włodarczyk (POL)       |
| 2002    | Yelena Prokhorova (RUS)          | Naide Gomes (POR)              | Carolina Klüft (SWE)           |
| 2005    | Carolina Klüft (SWE)             | Kelly Sotherton (GBR)          | Nataliya Dobrynska (UKR)       |
| 2007    | Carolina Klüft (SWE)             | Kelly Sotherton (GBR)          | Karin Ruckstuhl (NED)          |
| 2009    | Anna Bogdanova (RUS)             | Jolanda Keizer (NED)           | Antoinette Nana Djimou (FRA)   |
| 2011    | Antoinette Nana Djimou (FRA)     | Austra Skujytė (LTU)           | Remona Fransen (NED)           |
| 2013    | Antoinette Nana Djimou (FRA)     | Yana Maksimava (BLR)           | Hanna Melnychenko (UKR)        |
| 2015    | Katarina Johnson-Thompson (GBR)  | Nafissatou Thiam (BEL)         | Eliška Klučinová (CZE)         |
| 2017    | Nafissatou Thiam (BEL)           | Ivona Dadic (AUT)              | Györgyi Zsivoczky-Farkas (HUN) |
| 2019    | Katarina Johnson-Thompson (GBR)  | Niamh Emerson (GBR)            | Solène Ndama (FRA)             |
| 2021    | Nafissatou Thiam (BEL)           | Noor Vidts (BEL)               | Xénia Krizsán (HUN)            |
| 2023    | Nafissatou Thiam (BEL) 5 055 pts | Adrianna Sułek (POL) 5 014 pts | Noor Vidts (BEL) 4 823 pts     |
| 2025    | Saga Vanninen (FIN) 4 922 pts    | Sofie Dokter (NED) 4 826 pts   | Kate O’Connor (IRL) 4 781 pts  |

## Records des championnats

### Hommes
| Performance  | Athlète           | Lieu      | Date        |
| ------------ | ----------------- | --------- | ----------- |
| 6 418 points | Christian Plaziat | Gênes     | 1992        |
| 6 424 points | Tomáš Dvořák      | Gand      | 2000        |
| 6 479 points | Kevin Mayer       | Belgrade  | 5 mars 2017 |
| 6 558 points | Sander Skotheim   | Apeldoorn | 7 mars 2025 |

| Épreuve          | Record  | Athlète            | Nation    | Date            | Lieu      | Réf |
| ---------------- | ------- | ------------------ | --------- | --------------- | --------- | --- |
| 60 m             | 6.75    | Karl Robert Saluri | Estonie   | 2 mars 2019     | Glasgow   |     |
| Saut en longueur | 8.20 m  | Simon Ehammer      | Suisse    | 7 mars 2025     | Apeldoorn |     |
| Lancer du poids  | 16.82 m | Tomáš Dvořák       | Tchéquie  | 26 février 2000 | Gand      |     |
| Saut en hauteur  | 2.19 m  | Sander Skotheim    | Norvège   | 7 mars 2025     | Apeldoorn |     |
| 60 m haies       | 7.67    | Arthur Abele       | Allemagne | 8 mars 2015     | Prague    |     |
| Saut à la perche | 5.60 m  | Aleksandr Averbukh | Russie    | 1er mars 1998   | Valence   |     |
| 1000 m           | 2:32.72 | Sander Skotheim    | Norvège   | 8 mars 2025     | Apeldoorn |     |

### Femmes
| Performance  | Athlète                   | Lieu     | Date        |
| ------------ | ------------------------- | -------- | ----------- |
| 4 701 points | Liliana Năstase           | Gênes    | 1992        |
| 4 801 points | Larisa Turchinskaya       | Paris    | 1994        |
| 4 808 points | Urszula Włodarczyk        | Valence  | 1998        |
| 4 949 points | Carolina Klüft            | Madrid   | 2005        |
| 5 000 points | Katarina Johnson-Thompson | Prague   | 6 mars 2015 |
| 5 055 points | Nafissatou Thiam          | Istanbul | 3 mars 2023 |

| Épreuve          | Record       | Athlète                   | Nation          | Date          | Lieu     | Réf |
| ---------------- | ------------ | ------------------------- | --------------- | ------------- | -------- | --- |
| 60 m haies       | 8 s 09       | Solène Ndama              | France          | 1er mars 2019 | Glasgow  |     |
| Saut en hauteur  | 1,96 m       | Nafissatou Thiam          | Belgique        | 3 mars 2017   | Belgrade |     |
| Saut en hauteur  | 1,96 m       | Katarina Johnson-Thompson | Grande-Bretagne | 1er mars 2019 | Glasgow  |     |
| Lancer du poids  | 17,53 m      | Austra Skujytė            | Lituanie        | 4 mars 2011   | Paris    |     |
| Saut en longueur | 6,89 m       | Katarina Johnson-Thompson | Grande-Bretagne | 6 March 2015  | Prague   |     |
| 800 m            | 2 min 7 s 17 | Adrianna Sułek            | Pologne         | 3 mars 2023   | Istanbul |     |